# 260/9 Mod. 16
Il Mortaio da 260/9 Mod. 16 è un mortaio pesante costruito dalla Ansaldo ed impiegato dal Regio Esercito nella prima e seconda guerra mondiale. La bocca da fuoco è prodotta su licenza della ditta francese Schneider su affusto Mod. 16 originale Ansaldo. La versione francese su affusto a ruote è designata Mortaio da 260/9 S. (Schneider) o Mod. 10.

## Storia
Negli anni dieci la Regia Marina ed, in misura minore, il Regio Esercito si erano rivolti alla Francia per l'acquisizione di moderne artiglierie, che venivano acquistate direttamente dalla Schneider oppure prodotte su licenza dalla Ansaldo. L'esercito in particolare, poco prima dello scoppio della Grande Guerra, acquisì il mortaio Schneider da 210 mm modello 1910. Assegnata all'artiglieria d'armata, fu largamente impiegata durante il conflitto sia nella versione Mod. 16 che in quella ruotata S., nonostante i ritardi nella produzione. Fornita ai nazionalisti durante la guerra civile spagnola, durante la seconda guerra mondiale servì nella Guardia alla Frontiera.

## Tecnica

### 260/9 Mod. 16
- granata da 260: di acciaio, carica di tritolo, peso kg 219,100.
- granata di ghisa acciaiosa da 260: di ghisa acciaiosa, carica di Nougat, peso kg 222,700.
- granata da 210 alleggerita: di acciaio, carica di tritolo, peso kg 215,300.

La bocca da fuoco, con canna rinforzata da un manicotto in culatta, pesa 4170 kg, compreso l'otturatore tipo Schneider a vitone cilindrico smussato a manovra rapida. L'installazione è a piattaforma: l'affusto a cassa anteriormente poggia sul perno della piattaforma; posteriormente poggia su un vomero, spostando il quale l'affusto brandeggia sul perno di 3° a destra e 3° a sinistra. Il freno di sparo è a controasta con recuperatore idropneumatico. Per il traino viene installata una sala con ruote, la canna viene arretrata sull'affusto che si collega all'avantreno; in configurazione di marcia la carreggiata è di 2180 mm ed il peso della vettura sale a 12560 kg.
La batteria è composta da 4 mortai, 4 rimorchi, 2 mitragliatrici per la difesa ravvicinata, 1 carro polvere e 4 autocarri. In configurazione di marcia la batteria si sviluppa su strada per 480 m e si muove a 6–8 km/h. La messa in batteria richiede 24 ore.

### 260/9 S.

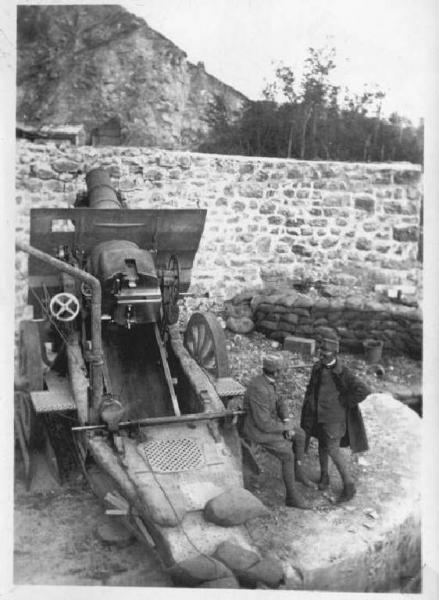
Pezzo da 260/9 S. in batteria durante la Grande Guerra.

La configurazione originale del pezzo Schneider prevede la stessa bocca da fuoco del Mod. 16 incavalcata su un affusto ruotato. Esso, scudato e con paranco di caricamento, ha ruote a razze di legno, con carreggiata di 2280 mm e pesa in batteria 12147 kg. Il brandeggio è di 6°, mentre l'alzo va da *20° a +65°. Per il traino il pezzo viene scomposto in una vettura mortaio con mortaio, sala ed avantreno, da 5660 kg e di una vettura affusto con avantreno, da 6970 kg.